# Liste der Gemeindeverbände im Département Calvados
Das Département Calvados liegt in der Region Normandie in Frankreich. Es untergliedert sich in 16 Gemeindeverbände.
Siehe auch: Liste der Gemeinden im Département Calvados

## Gemeindeverbände

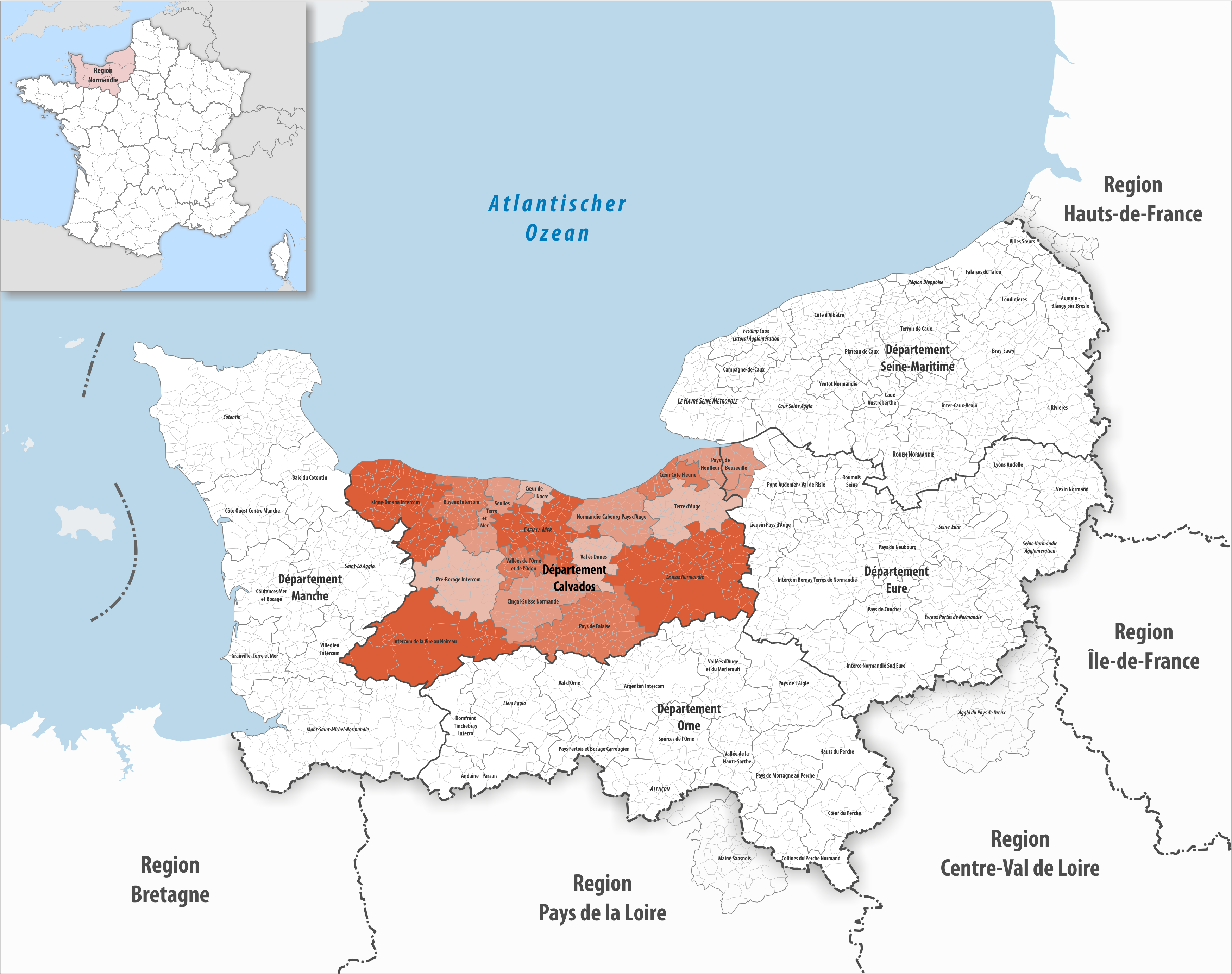
Gemeindeverbände im Département Calvados

| Gemeindeverband                | Gemeinden im Départ./Verband | Einwohner 1. Januar 2022 | Fläche km² | Dichte Einw./km² | SIREN- Nummer | Rechtsform                 | Gründungsdatum     |
| ------------------------------ | ---------------------------- | ------------------------ | ---------- | ---------------- | ------------- | -------------------------- | ------------------ |
| Bayeux Intercom                | 36/36                        | 29.939                   | 199,01     | 150              | 241 400 555   | Communauté de communes     | 12. Oktober 1993   |
| Caen la Mer                    | 48/48                        | 277.248                  | 362,94     | 764              | 200 065 597   | Communauté urbaine         | 28. Juli 2016      |
| Cingal-Suisse Normande         | 41/41                        | 23.506                   | 374,31     | 63               | 200 066 710   | Communauté de communes     | 12. Oktober 2016   |
| Cœur Côte Fleurie              | 12/12                        | 20.687                   | 118,15     | 175              | 241 400 415   | Communauté de communes     | 15. Januar 1974    |
| Cœur de Nacre                  | 12/12                        | 24.161                   | 60,62      | 399              | 241 400 860   | Communauté de communes     | 29. November 2002  |
| Intercom de la Vire au Noireau | 17/17                        | 46.187                   | 788,99     | 59               | 200 068 799   | Communauté de communes     | 18. November 2016  |
| Isigny-Omaha Intercom          | 59/59                        | 26.420                   | 581,74     | 45               | 200 066 801   | Communauté de communes     | 13. Oktober 2016   |
| Lisieux Normandie              | 53/53                        | 72.683                   | 951,57     | 76               | 200 069 532   | Communauté d’agglomération | 2. Dezember 2016   |
| Normandie-Cabourg-Pays d’Auge  | 38/38                        | 31.566                   | 276,36     | 114              | 200 065 563   | Communauté de communes     | 28. Juli 2016      |
| Pays de Falaise                | 58/58                        | 27.374                   | 488,42     | 56               | 241 400 514   | Communauté de communes     | 30. Dezember 1993  |
| Pays de Honfleur-Beuzeville    | 12/23                        | 27.103                   | 194,15     | 140              | 200 066 827   | Communauté de communes     | 23. September 2016 |
| Pré-Bocage Intercom            | 27/27                        | 24.984                   | 416,88     | 60               | 200 069 524   | Communauté de communes     | 2. Dezember 2016   |
| Seulles Terre et Mer           | 28/28                        | 17.577                   | 195,89     | 90               | 200 069 516   | Communauté de communes     | 2. Dezember 2016   |
| Terre d’Auge                   | 44/44                        | 19.801                   | 323,57     | 61               | 241 400 878   | Communauté de communes     | 11. Dezember 2002  |
| Val ès Dunes                   | 19/19                        | 20.565                   | 179,29     | 115              | 200 065 589   | Communauté de communes     | 28. Juli 2016      |
| Vallées de l’Orne et de l’Odon | 22/22                        | 26.436                   | 130,16     | 203              | 200 066 728   | Communauté de communes     | 12. Oktober 2016   |